# 遠田おと
遠田 おと（とおだ おと）は、日本の漫画家。

## 来歴
『ITAN』第14回スーパーキャラクターコミック大賞 最優秀賞を受賞した『恋するダビデ』でデビュー。
その後『BE・LOVE』（講談社）で連載された『ちはやふる 中学生編』の作画を担当し、藤本タツキの元で『ファイアパンチ』のアシスタントを務める。
2020年5月にジャンプ+にて掲載された『にくをはぐ」が話題・高閲覧数を得たことから、短編集の発売に至る。
その際にもちぎとの特別対談を果たしている。短編集に収録されている「2ページ漫画集」は、上月財団に「クリエイター育成事業」で支援されていた際の課題作品である。

## 作品リスト

### 漫画
- 太字は連載作品
- 〈収録〉短：『遠田おと短編集 にくをはぐ』（短編集・2020年8月4日発売 ISBN 978-4-08-882415-4 ） / 未：単行本未収録

| タイトル            | 形式 | 掲載号                           | 収録  | 備考                                            |
| ------------------- | ---- | -------------------------------- | ----- | ----------------------------------------------- |
| 恋するダビデ        | 読切 | ITAN 2017年36号                  | 短    | 第14回スーパーキャラクターコミック大賞 最優秀賞 |
| 熱い西瓜            | 読切 | ITAN 2017年40号                  | 短    |                                                 |
| ちはやふる 中学生編 | 連載 | BE・LOVE 2017年21号 - 2018年22号 | 全3巻 | 原作：時海結以、原案：末次由紀                  |
| にくをはぐ          | 読切 | 少年ジャンプ+ 2020年5号          | 短    |                                                 |
| フツーに聞いてくれ  | 読切 | 少年ジャンプ+ 2022年7月4日       | 未    | 原作：藤本タツキ                                |

### 書籍
- 遠田おと短編集 にくをはぐ（全1巻、2020年8月4日発売[8][9]、ジャンプコミックス、ISBN 978-4-08-882415-4）
  - 「恋するダビデ」「熱い西瓜」「2ページ漫画集」「にくをはぐ後日談」「自担をマジで愛してる」「小話」併録。

## 師匠
- マーガレット一家の紙芝居絵師[10]